# Estádio Alfredo Di Stéfano
O Estádio Alfredo Di Stéfano é um estádio de futebol espanhol inaugurado em Madrid no dia 9 de maio de 2006. Possui este nome em homenagem a Alfredo Di Stéfano, jogador do Real Madrid nos anos 1950 e 1960, sendo considerado um dos melhores jogadores da história do futebol mundial.
O estádio localiza-se na Cidade Desportiva do Real, na cidade de Madrid. O jogo inaugural foi disputado pela equipe principal do Real Madrid contra a equipe do Stade de Reims — reeditando a primeira final da Taça dos Clubes Campeões Europeus de 1955–56 —, numa partida que terminou com vitória madridista por seis a um. O defensor madridista Sergio Ramos teve a honra de marcar o primeiro gol da história do estádio. O local é a sede de todos as partidas oficiais da primeira equipe de base madridista, o Real Madrid Castilla.
O primeiro jogo oficial disputado no estádio pela equipa de base, o Real Madrid Castilla, foi no dia 21 de maio do mesmo ano, na partida correspondente à 38.ª rodada da Segunda Divisão contra a equipe do Málaga "B". O resultado foi de 4 a 1 a favor dos donos da casa, com gols de Javier Balboa e de Roberto Soldado, autor de um hat-trick, e do primeiro gol oficial anotado pela equipe no estádio.
A partir da retomada da La Liga de 2019–20, a equipe principal do Real Madrid começou a usá-lo como estádio principal, enquanto o Santiago Bernabéu passa por reformas.

## Equipe principal
Em abril de 2020, foi confirmado que o time principal do Real Madrid jogará seus últimos 6 jogos em casa no Estádio Alfredo Di Stéfano.  O motivo se deve ao avanço das obras de remodelação no Estádio Santiago Bernabéu, aproveitando a medida imposta pelo governo da Espanha para disputar o restante da temporada 2019-20 e o início de 2020-21 sem público, como consequência da pandemia de COVID-19. O primeiro jogo foi disputado no domingo, 14 de junho, contra o Eibar, onde os donos da casa venceram por 3 a 1.

## Dados de interesse
- Capacidade: 6 000 espectadores
- Zona de imprensa: conta com 2 sets de televisão, 4 cabines para comentaristas e 10 cabines de rádio. Ademais há 28 postos de imprensa escrita e 32 de comentarista.
- Tecnologia: Tem suas próprias UCI (Unidade de Controle de Instalações) e UCO (Unidade de Controle Organizativo). Ademais, a produção de água quente obtém-se por médio de painéis termossolares situados na coberta do edifício e conta com calefação própria no terreno de jogo. Acesso para minusválidos.
- Estacionamento: Dispõe de amplos estacionamentos, com capacidade para mais de 800 veículos, além de um estacionamento próprio para autocarros e outro independente destinado para a torcida visitante com capacidade para mais de 10 autocarros.